# Елизавета Гонзага
Елизавета Гонзага (итал. Elisabetta Gonzaga; 9 февраля 1471, Мантуя — 28 января 1526, Феррара) — герцогиня Урбинская, супруга Гвидобальдо да Монтефельтро, сестра Франческо II Гонзага; двоюродная бабка поэтессы Виттории Колонна.

## Биография
Из семьи маркизов Гонзага, дочь Федерико I и Маргариты Баварской. Родилась в Мантуе, детство и юность провела в Палаццо Дукале. В феврале 1488 года вышла замуж за герцога Урбинского Гвидобальдо да Монтефельтро (1472—1508), но брак их не был счастливым. Современники восхваляли Елизавету за святое терпение, муж её был импотентом и инвалидом, из-за подагры и ревматоидного артрита тело его было деформировано с юного возраста. 
С 1502 года, когда Чезаре Борджиа захватил владения Гвидобальдо, она жила с супругом в Мантуе, затем вернулась в Урбино (1503). Повторно перебралась в Мантую в 1516 из-за конфликта племянника мужа, Франческо Мария делла Ровере, с папой Львом Х. Вернулась в 1521 — после смерти папы Франческо Мария без труда отвоевал себе Урбино.
Близкой подругой Елизаветы Гонзага была супруга её брата — Изабелла д’Эсте.

## Значение в истории культуры
Одна из образованнейших женщин своего времени, Елизавета Гонзага превратила урбинский двор в заметный центр ренессансной культуры. В сформировавшийся здесь кружок гуманистов входили Бальдассаре Кастильоне и Пьетро Бембо. Время от времени приезжал в Урбино Рафаэль, бывший всеобщим любимцем.

## Елизавета Гонзага в «Книге о придворном» Кастильоне
Хвалебный портрет Елизаветы Гонзага содержится в книге диалогов «О придворном» (Il Cortegiano) Бальдассаре Кастильоне. К моменту выхода в свет книги её уже не было в живых.
…душа каждого из нас наполнялась необыкновенным счастьем всякий раз, когда мы собирались в присутствии синьоры Герцогини… Ибо целомудрие и достоинство, присущие всем действиям, словам и жестам синьоры Герцогини, её шуткам и смеху, заставляли даже тех, кто прежде никогда её не видел, признать в ней великую государыню. (Пер. О.Ф. Кудрявцева)